# Noël Delberghe
Noël Delberghe (* 25. Dezember 1897; † 15. September 1965) war ein französischer Wasserballspieler.
Delberghe trat zusammen mit Paul Dujardin, Georges Rigal, Albert Deborgies, Henri Padou senior, Robert Desmettre und Albert Mayaud am olympischen Wasserballturnier 1924 in Paris an, bei dem er die Goldmedaille gewann. Im Finale gegen Belgien, welches 3:0 gewonnen wurde, warf er wie in den anderen Spielen davor auch, kein Tor.